# Symplectoscyphus weddelli
Symplectoscyphus weddelli is een hydroïdpoliep uit de familie Sertulariidae. De poliep komt uit het geslacht Symplectoscyphus. Symplectoscyphus weddelli werd in 2002 voor het eerst wetenschappelijk beschreven door Peña Cantero, Svoboda & Vervoort. 